# Hannibal Lecter
(Hannibal Lecter a Clarice Starling nel film Il silenzio degli innocenti)
Hannibal Lecter è un personaggio immaginario, protagonista di una serie di romanzi dello scrittore Thomas Harris.
Sul grande schermo è stato impersonato da Brian Cox (Manhunter - Frammenti di un omicidio), da Anthony Hopkins (Il silenzio degli innocenti, Hannibal, Red Dragon) e dal giovane Gaspard Ulliel (Hannibal Lecter - Le origini del male); sul piccolo schermo è stato invece interpretato da Mads Mikkelsen (nella serie televisiva Hannibal).
L'interpretazione di Hopkins si è classificata al sesto posto nella classifica dei "cento più grandi cattivi di sempre" secondo Wizard e al primo in quella dei cinquanta più grandi cattivi cinematografici secondo l'American Film Institute (AFI).

## Il personaggio
Hannibal Lecter è un serial killer antropofago, da cui il soprannome Hannibal il cannibale. È un medico psichiatra e un esperto criminologo. Gli sono state attribuite nove vittime più due sopravvissuti ma il reale numero di omicidi commessi è sconosciuto. Nei romanzi, (escludendo Hannibal Lecter - Le origini del male), vengono descritti soltanto due assassinii e un tentato omicidio, avvenuti nel periodo in cui esercitava la professione medica.

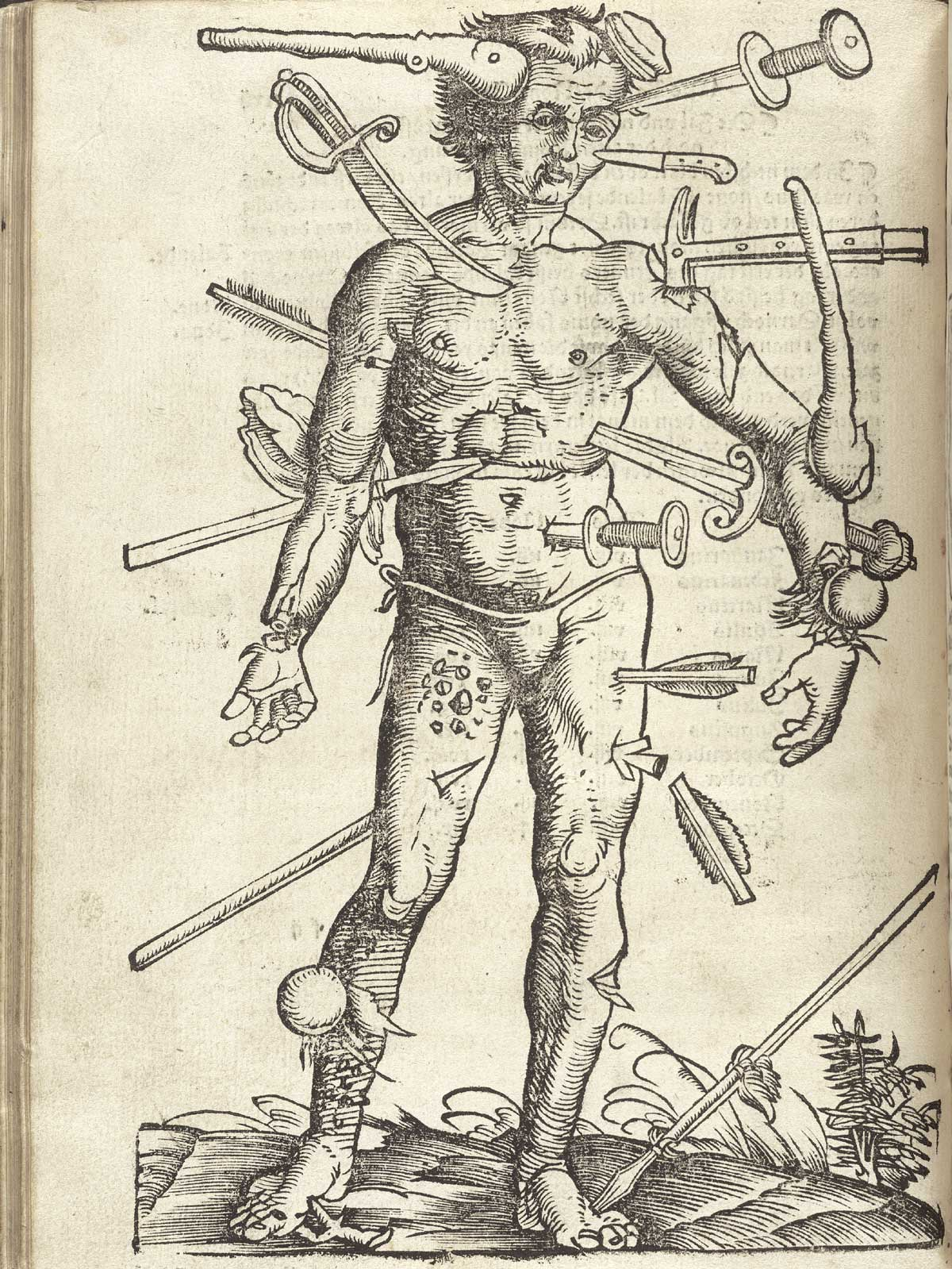
L'uomo ferito

Una vittima era un cacciatore, ritrovato appeso a una rastrelliera, squartato, privato di alcuni organi e trafitto da decine di frecce, a riprodurre in modo macabro una illustrazione medica medioevale conosciuta come l'"uomo ferito". L'ultima vittima prima di venire arrestato fu il flautista Benjamin Raspail, ucciso trapassandogli il cuore con uno stiletto durante una seduta medica. Il timo e il pancreas del flautista furono serviti ad una cena offerta da Lecter ai colleghi della vittima. Il resto del cadavere fu rinvenuto giorni dopo in una chiesa di campagna, nudo e sventrato, su una panca. Ne Il delitto della terza luna, Graham racconta che diversi agenti, dopo avere visto la "cantina degli orrori" di Lecter, abbandonarono la polizia traumatizzati da ciò che avevano scoperto.
Nel romanzo Hannibal viene narrata anche la storia di uno dei sopravvissuti, Mason Verger, ricco magnate condannato per pedofilia e mandato in terapia psichiatrica dal dottor Lecter. Dopo essere stato drogato, durante una seduta era stato convinto a sfregiarsi il viso con una scheggia di vetro. Poi Lecter aveva liberato i cani che Verger teneva, digiuni, nella sua proprietà. Questi avevano sbranato il volto del padrone, riducendolo in fin di vita. Da allora Verger, completamente sfigurato, dipendeva da apparecchiature per la sopravvivenza.
L'aspetto di Lecter è caratterizzato da un'ampia gabbia toracica, capelli scuri lisciati all'indietro e vivaci e profondi occhi castani. Nelle iridi brillano scintille rosse. Ne Il silenzio degli innocenti viene detto che è affetto da polidattilia: ha sei dita nella mano sinistra, caratteristica non presente nelle trasposizioni televisive e cinematografiche. Ha una mente attiva e pronta, ed è molto abile a intuire i pensieri altrui. Percepisce profumi e odori da lontano. Il suo comportamento è gentile, colto ed educato.
Tra le passioni di Hannibal figurano l'arte culinaria, su cui ha scritto anche dei libri e pubblicato ricette su riviste specializzate, la pittura, la musica classica, e la lettura dei classici, di cui la sua cella è piena. È anche un buon disegnatore.
Tra le sue particolarità risaltano le sue abilità fisiche: esperto in arti marziali (in particolare nel kendo) e nell'uso di armi bianche, nei libri più di una volta ricorre a tali abilità, come quando, da giovane, uccide un macellaio con un katana ferendolo in più parti prima di decapitarlo, mentre ne  Il silenzio degli innocenti fa uso delle mani nude e di una straordinaria forza fisica quando si libera uccidendo due poliziotti di guardia. In Hannibal atterra velocemente Rinaldo Pazzi prima che questi abbia il tempo di estrarre la pistola.
È abile anche nell'uso di armi da fuoco, benché le usi solo sporadicamente e preferisca i coltelli.

## Biografia
(Friedrick Chilton a Clarice Starling riferendosi al dottor Lecter)
(Hannibal Lecter a Clarice Starling riferendosi al dottor Chilton)
Hannibal Lecter nasce in Lituania poco prima della seconda guerra mondiale, da una ricca famiglia aristocratica (il padre è un conte e sua madre è per metà una Sforza e per metà una Visconti). Trascorre la sua infanzia, fino all'età di otto anni, in un antico castello assieme ai genitori e alla sorella Mischa, più giovane di cinque anni. Per sfuggire alle atrocità della guerra il conte Lecter decide di trasferirsi insieme con il resto della famiglia in una casa tra i boschi. Qui, sul finire della guerra, Hannibal vede morire i propri genitori in seguito all'attacco di uno Stuka. Hannibal e Mischa sono gli unici superstiti.
Alcuni giorni dopo la casa è occupata da un gruppo di Volksdeutsche lituani, che tengono in ostaggio i due piccoli. A causa della mancanza di cibo gli uomini uccidono e divorano la piccola Mischa e allo stesso Hannibal, confuso dalla fame e dal freddo, vengono fatte mangiare con l'inganno parti del corpo della sorella. Successivamente Hannibal riesce a scappare e salvarsi grazie a una pattuglia sovietica. Terminata la guerra e passato un breve periodo in un orfanotrofio ricavato nell'ex castello avito, Lecter viene adottato dal fratello di suo padre, Robert, che vive in Francia assieme alla giovane moglie, Lady Murasaki, non molto più anziana di Hannibal.
Per lei Hannibal prova ammirazione e rispetto, un sentimento che presto si trasforma in amore, e in nome suo Hannibal commette il primo omicidio: la vittima è un macellaio che l'aveva pesantemente insultata. Tormentato dal ricordo di Mischa, Hannibal cerca ferocemente i suoi assassini e li uccide uno per uno, viaggiando dalla Francia alla Lituania e fino in Canada, dove uno di loro ha una bottega di impagliatore di animali (Hannibal si presenta dicendo "devo ritirare una testa"). La sete di vendetta lo trasforma in un assassino spietato. Nel frattempo diventa sempre più abile come medico, passando giornate intere nell'obitorio dell'università, dove seziona centinaia di cadaveri.
Perso l'amore di Lady Murasaki, che non vede più in Hannibal un uomo ma un assassino, vive e studia in Francia e negli Stati Uniti. Si laurea in medicina, specializzandosi in psichiatria. Diventa un illustre psichiatra e poi un criminologo di fama mondiale, con l'hobby dell'arte e della cucina. Il suo nome diventa famoso, soprattutto dopo la scoperta della sua attività omicida. Ha una grande passione per la città di Firenze, che rivela puntualmente in ogni episodio della saga. Quasi ucciso dall'investigatore Will Graham, viene condannato a nove ergastoli e internato in isolamento nel manicomio criminale di Baltimora, diretto da Frederick Chilton, dove rimane per otto anni.
Il suo aiuto viene richiesto nella soluzione dei casi di Red Dragon e Buffalo Bill, prima da Graham e poi da Clarice Starling. Trasferito dal manicomio di Baltimora, in cambio dell'aiuto promesso nel caso di "Buffalo Bill", evade e fugge in Brasile, dove si fa rimuovere il dito in più e si sottopone ad una plastica facciale. Passati sette anni di latitanza, torna a Firenze con un nuovo nome, Fell.
Qui conosce, e in seguito uccide, l'ispettore capo Rinaldo Pazzi, al servizio di Mason Verger, il magnate americano della carne in scatola. Lecter, oltre a renderlo tetraplegico, dopo averlo drogato lo aveva obbligato a sfregiarsi il volto per eccitare i suoi cani ed indurli a sbranarlo. Verger vuole vendicarsi e tende una trappola per catturarlo e farlo divorare da maiali allevati per questo preciso scopo. Tornato in America, Lecter si mette sulle tracce di Clarice Starling, diventata tristemente celebre per l'uccisione di una spacciatrice di ice, ma viene narcotizzato dagli uomini di Verger e portato nella sua villa.
Starling, dopo uno scontro con gli uomini di Verger, riesce a liberarlo. Lecter la porta, ferita e svenuta, in una casa presa in affitto mesi prima. Qui l'ex agente viene curata e posta sotto terapia psichiatrica, volta soprattutto a soddisfare la curiosità di Lecter. Seguono lunghe terapie di analisi per sviscerare i più reconditi segreti di Starling, ma soprattutto per sostituire la sua personalità con quella della defunta sorella di Lecter.
Nell'ultima giornata di terapia il dottore organizza una cena dove l'assistente procuratore generale Paul Krendler, colpevole di essere stato sempre ingiusto nei confronti della Starling, dovrebbe costituire la portata principale. Tuttavia il piano di Lecter non viene portato a termine perché la Starling ha usato la terapia per colmare il vuoto lasciatole dalla morte del padre. Lecter capisce che può fare lo stesso con il ricordo della sorella che lo tormenta. I due diventano amanti, fuggendo a Buenos Aires. Tre anni dopo vengono intravisti a teatro per l'ultima volta da Barney, ex infermiere del manicomio di Baltimora.

## Particolarità e annotazioni
Nel romanzo Il silenzio degli Innocenti Hannibal dichiara che Buffalo Bill (Jame Gumb) si chiama Billy Rubina (Bilirubina).
Hannibal ha gli occhi rossi nei romanzi, ma tutti gli attori che lo hanno impersonato avevano gli occhi azzurri, eccetto Mads Mikkelsen, che li ha castani.
Secondo la versione ufficiale Hannibal Lecter fu catturato nel marzo del 1975, tuttavia, nel film Il silenzio degli innocenti egli sostiene che il suo ex paziente Benjamin Raspail gli aveva parlato di "Buffalo Bill" nell'aprile o maggio del 1981, quando, secondo la versione ufficiale, Lecter doveva già trovarsi in manicomio.
Sempre considerando la versione ufficiale, se Lecter era stato imprigionato nel marzo del 1975, la sua fuga è avvenuta approssimativamente nel 1983. Dopo sette anni di latitanza torna in America nel 1990. Nel film Hannibal, quando egli viene inserito nella lista dei dieci latitanti più ricercati dall'FBI, compare distintamente il volto di Osama Bin Laden, inserito nella lista non prima del 1997. Nel film non viene menzionato quando Lecter è stato catturato, quindi l'interpretazione cinematografica, che non si adatta alla versione ufficiale, è plausibile solo posticipando la data della cattura.
Il personaggio di Benjamin Raspail nei film rimane sempre marginale, e vi sono molte incongruenze al riguardo. Nel film Il silenzio degli innocenti Clarice trova dentro un vaso la testa dell'amante di Raspail, nel garage affittato undici anni prima da Lecter, il quale sostiene di non averlo ucciso, né tantomeno decapitato. Lascia intendere infatti che il colpevole dell'omicidio sia stato un suo giovane paziente, successivamente battezzato dalla stampa Buffalo Bill. Anch'egli assassino seriale, con Klaus (l'amante di Raspail)  avrebbe cominciato la sua catena di omicidi. Nella testa infatti viene poi trovato il bozzolo del lepidottero "testa di morto", prova che Raspail è stato ucciso da Buffalo Bill. Nel film Red Dragon Raspail, ex flautista dell'orchestra di Baltimora, viene offerto da Lecter al giovane Jame Gumb come iniziazione all'arte dell'omicidio, mentre il dottore cucina e offre le interiora del flautista ai suoi colleghi musicisti, invitati a cena proprio nel giorno della sua cattura. Inoltre, nel film Red Dragon, la corresponsabilità di Buffalo Bill nell'omicidio di Raspail è deducibile dal fatto che, quando Graham, nello studio di Lecter, capisce da un dettaglio che il principale criminologo dell'F.B.I. è in realtà il serial killer che sta cercando, è possibile notare nella collezione di farfalle un "testa di morto".

## Serie letteraria
I romanzi di Thomas Harris dedicati al personaggio di Hannibal Lecter:
- Il delitto della terza luna (1981)
- Il silenzio degli innocenti (1988)
- Hannibal (1999)
- Hannibal Lecter - le origini del male (2006)

## Serie cinematografica
- Manhunter - Frammenti di un omicidio (1986) prima trasposizione cinematografica del romanzo Il delitto della terza luna
- Il silenzio degli innocenti (1991) dal romanzo omonimo
- Hannibal (2001) dal romanzo omonimo
- Red Dragon (2002) prequel di Il silenzio degli innocenti e seconda trasposizione del romanzo Il delitto della terza luna
- Hannibal Lecter - Le origini del male (2007) dal romanzo omonimo (ulteriore prequel della serie)
- Hannibal (serie, 2013-2015)

Nel mondo e in Italia il personaggio di Hannibal Lecter è popolare soprattutto per l'interpretazione di Anthony Hopkins in Il silenzio degli innocenti, Hannibal e Red Dragon anche se, con il cognome cambiato in Lecktor, è stato impersonato anche da Brian Cox nel film Manhunter - Frammenti di un omicidio, di cui Red Dragon è un remake.

## Serie TV
La serie Hannibal è un prequel non canonico, in cui Hannibal è interpretato da Mads Mikkelsen. Nonostante i personaggi e i luoghi in cui è ambientata la serie, segue solo in parte i fatti descritti nei romanzi di Thomas Harris, in quanto Hannibal sviluppa e approfondisce un'amicizia con Will Graham. 
Partendo dal personaggio di Hannibal Lecter, ma senza mai citarlo, esiste uno spin-off televisivo su un altro personaggio importante legato a lui, Clarice, che segue le vicende dell'agente Starling un anno dopo gli eventi di Il silenzio degli innocenti.

## Ordine cronologico
L'anno di produzione dei film, e anche dei libri, non rispetta l'ordine cronologico dei fatti.
Di seguito, i libri e i film sono ordinati secondo lo svolgimento cronologico delle vicende narrate:
Libri
1. Hannibal Lecter - Le origini del male (Hannibal Rising - 2006)
2. Il delitto della terza luna (Red Dragon - 1981)
3. Il silenzio degli innocenti (The Silence of the Lambs - 1988)
4. Hannibal (1999)

Film
1. Hannibal Lecter - Le origini del male (2007), interpretato da Gaspard Ulliel
2. Manhunter - Frammenti di un omicidio (1986), interpretato da Brian Cox  e Red Dragon (2002), interpretato da Anthony Hopkins (remake di "Manhunter"). Trasposizioni de Il delitto della terza luna (Red Dragon)
3. Il silenzio degli innocenti (1991), interpretato da Anthony Hopkins
4. Hannibal (2001), interpretato da Anthony Hopkins

## Modello reale
Fino al 2013, Thomas Harris aveva rilasciato molte interviste senza mai spiegare dove avesse preso l'ispirazione per Hannibal Lecter. Harris ha rivelato che il personaggio gli fu ispirato da un vero dottore e omicida che incontrò nel 1960 mentre stava visitando una prigione a Monterrey, in Messico, quando era soltanto un giovane reporter. Il dottore aveva ucciso un giovane uomo, probabilmente un amico stretto, mutilando molte parti del corpo e conservandole in una scatola. Harris, che si è riferito al chirurgo con lo pseudonimo di "Dr. Salazar", lo ha descritto come "un uomo pallido, basso e agile, dai capelli rosso scuro".
Ha aggiunto inoltre: "C'era certo una grande intelligenza ed eleganza in lui". Harris era andato in Messico per intervistare Dykes Askew Simmons, un cittadino americano nel braccio della morte per avere ucciso tre giovani del paese, ma aveva finito per parlare con "Salazar", che aveva salvato la vita di Simmons dopo che una guardia gli aveva sparato durante un tentativo di evasione. "Salazar" aveva rivelato il suo lato oscuro quando aveva iniziato a parlare del volto sfigurato di Simmons, della sua educazione tormentata e di quanto fossero state attraenti le sue vittime.
Reporter e investigatori che hanno confrontato le testimonianze sui dottori in servizio nella prigione messicana in passato, hanno scoperto che "Salazar" era in realtà Alfredo Ballí Treviño, un medico proveniente da una famiglia di Monterrey di classe elevata, colpevole di avere ucciso un amico intimo (e amante) e di averne mutilato il corpo. Era anche sospettato di avere ucciso e smembrato molti autostoppisti nei dintorni della città tra la fine degli anni cinquanta e l'inizio degli anni sessanta. Harris incorporò alcune di queste caratteristiche anche nello sviluppo di Buffalo Bill in Il silenzio degli innocenti. Rilasciato nel 1981, Ballí continuò a lavorare come medico fino alla morte, avvenuta per cause naturali nel 2009.
Nel suo libro Evil Serial Killers Charlotte Grieg ha asserito che il serial killer Albert Fish era stato di ispirazione, almeno in parte, per Lecter. La Grieg ha dichiarato anche che, per spiegare la patologia di Lecter, Harris prese in prestito la storia del serial killer e cannibale Stepan, fratello di Andrej Čikatilo, che fu sequestrato e mangiato dai suoi vicini (ha però affermato che non è chiaro se la storia sia vera o se Stepan Čikatilo sia addirittura mai esistito). L'ambientazione del libro Hannibal fu ispirata dal mostro di Firenze. (come si mostra nella terza stagione della serie Hannibal NBC viene descritto Hannibal stesso come il mostro di Firenze) Mentre preparava il libro, Harris si recò in Italia e fu visto prendere appunti durante il processo del principale sospettato, Pietro Pacciani.